# Ich bin ein guter Hirt
Ich bin ein guter Hirt (BWV 85) ist eine Kirchenkantate von Johann Sebastian Bach. Er schrieb sie in Leipzig für „Misericordias Domini“, den 2. Sonntag nach Ostern, und führte sie am 15. April 1725 zum ersten Mal auf.

## Geschichte und Worte
Bach komponierte die Kantate in seinem zweiten Jahr als Thomaskantor in Leipzig für den Sonntag „Misericordias Domini“. Die vorgeschriebenen Lesungen für den Sonntag waren 1 Petr 2,21–25 , „Christus als Vorbild“, und Joh 10,12–16 , Der gute Hirte. Nach John Eliot Gardiner ist der unbekannte Textdichter derselbe wie in den Kantaten der beiden vorangegangenen Sonntage, Bleib bei uns, denn es will Abend werden (BWV 6) und Am Abend aber desselbigen Sabbats (BWV 42), bevor Bach an den folgenden Sonntagen Texte von Christiana Mariana von Ziegler vertonte. Die drei zusammenhängenden Kantatentexte waren vermutlich bereits für Bachs ersten Kantatenzyklus vorgesehen, doch hatte er sie nicht komponiert, vielleicht wegen der Belastung durch die erste Aufführung der Johannes-Passion. Die Texte basieren auf Themen aus dem Johannes-Evangelium. Die Kantate beginnt mit Vers 14 des Sonntagevangeliums, „Ich bin ein guter Hirt“. Satz 2 erläutert, dass Jesus dies in seiner Passion verwirklicht hat. Der Gedanke wird kommentiert in der ersten Strophe von Cornelius Beckers Choral „Der Herr ist mein getreuer Hirt“ (1598), einer Umdichtung von Psalm 23. In Satz 4 bezieht sich der Dichter auf Vers 12 des Evangeliums, den Unterschied zwischen dem Hirten, der für die Schafe wacht und sein Leben für sie einsetzt, und den Mietlingen, die schlafen und die Schafe vernachlässigen. Satz 5 nennt Liebe als das Motiv des Hirten für seine Hingabe. Die Kantate endet mit dem Choral „Ist Gott mein Schutz und treuer Hirt“, der vierten Strophe von Ernst Christoph Homburgs Lied „Ist Gott mein Schild und Helfersmann“ (1658). Bach führte die Kantate am 15. April 1725 erstmals auf.

## Besetzung und Aufbau
Die Kantate ist besetzt mit vier Vokalsolisten, Sopran, Alt, Tenor und Bass, vierstimmigem Chor, zwei Oboen, zwei Violinen, Viola, Violoncello piccolo und Basso continuo.
1. Aria (Bass): Ich bin ein guter Hirt
2. Aria (Alt): Jesus ist ein guter Hirt
3. Choral: Der Herr ist mein getreuer Hirt
4. Recitativo (Tenor): Wenn die Mietlinge schlafen
5. Aria (Tenor): Seht, was die Liebe tut
6. Choral: Ist Gott mein Schutz und treuer Hirt

## Musik

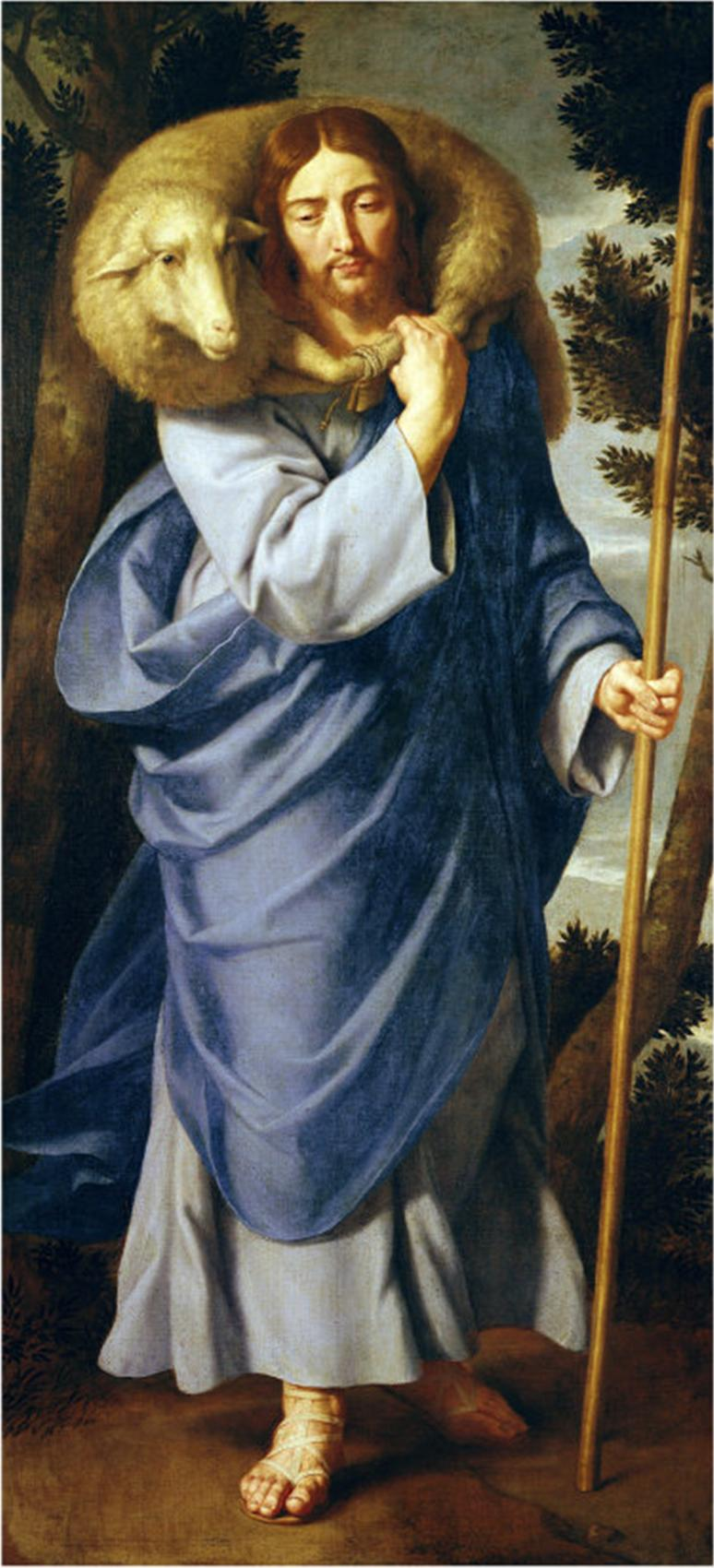
Der gute Hirte, von Jean-Baptiste de Champaigne

Im ersten Satz singt der Bass als Vox Christi „Ich bin ein guter Hirt“, gerahmt von instrumentalen Ritornellen in einer Form, die zwischen Arie und Arioso liegt. Das gesungene Motiv auf diese Worte erschien bereits zuvor vier Mal im continuo. Die Oboe ist das konzertante Instrument in diesem Eingangssatz, dessen gesammelten Ernst Klaus Hofmann hervorhebt. Die Alt-Arie wird von einem obligaten Violoncello piccolo begleitet. Die folgende Choralstrophe singt der Sopran auf die leicht verzierte Melodie von „Allein Gott in der Höh sei Ehr“ von Nikolaus Decius, während die beiden Oboen in den Ritornellen ein Thema spielen, das von der ersten Zeile der Melodie abgeleitet ist.
Das einzige Rezitativ ist eine Kurzpredigt, die von den Streichen akzentuiert wird. Satz 5 ist der einzige Satz der Kantate in pastoralem 9/8-Rhythmus. Die Streicher spielen in tiefer Lage bevorzugt Terz- und Sextparallelen. Dadurch ist der Tenor häufig die höchste Stimme, beginnend mit den ersten drei Rufen „Seht“. Gardiner bemerkt die Ähnlichkeit dieser Arie zur Alt-Arie „Sehet, Jesus hat die Hand“ in der Matthäus-Passion (Nr. 60 in der Neuen Bach-Ausgabe), sowohl in der Thematik der Liebe, die vom Kreuz ausgeht, als in der Musik, deren Wärme und Innigkeit Alfred Dürr betont. Die Kantate wird mit einem vierstimmigen Choralsatz beschlossen.

## Einspielungen
- Bach: Cantata 85; Cantata 151. Anthon van der Horst, Nederlandse Bachvereniging, Amsterdam Kamerorkest, Hélène Ludolph, Wilhelmine Matthès, Tom Brand, Hermann Schey. Telefunken, 1957.
- Les Grandes Cantates de J. S. Bach, Vol. 4. Pforzheimer Kammerorchester, Ingeborg Reichelt, Hertha Töpper, Helmut Krebs, Franz Kelch. Erato, 1959.
- J. S. Bach: Kantate BWV 85 Ich bin ein guter Hirt. Karl Ristenpart, Chor des Konservatoriums Saarbrücken, Saar-Kammerorchester, Eva Bornemann, Helmut Kretschmar, Jakob Stämpfli. Saarländischer Rundfunk, 1960.
- Bach Kantaten, Vol. 8: BWV 103, BWV 85, BWV 86, BWV 144. Diethard Hellmann, Bachchor und Bachorchester Mainz. DdM-Records Mitterteich, späte 1960er?
- Les Grandes Cantates de J. S. Bach, Vol. 24. Fritz Werner, Heinrich-Schütz-Chor Heilbronn, Württembergisches Kammerorchester Heilbronn, Hedy Graf, Barbara Scherler, Kurt Huber, Jakob Stämpfli. Erato, 1970.
- J. S. Bach: Das Kantatenwerk, Folge 22 – BWV 84–90. Nikolaus Harnoncourt, Tölzer Knabenchor, Concentus Musicus Wien, Solist des Tölzer Knabenchor, Paul Esswood, Kurt Equiluz, Ruud van der Meer. Teldec, 1977.
- Die Bach Kantate, Vol. 13. Helmuth Rilling, Gächinger Kantorei, Bach-Collegium Stuttgart, Arleen Augér, Gabriele Schreckenbach, Adalbert Kraus, Walter Heldwein. Hänssler, 1981.
- J. S. Bach: Cantatas with Violoncelle Piccolo. Christophe Coin, Das Leipziger Concerto Vocale, Ensemble Baroque de Limoges, Barbara Schlick, Andreas Scholl, Christoph Prégardien, Gotthold Schwarz. Auvidis Astrée / Naïve 1994.
- Bach Edition Vol. 5 – Cantatas Vol. 2. Pieter Jan Leusink, Holland Boys Choir, Netherlands Bach Collegium, Ruth Holton, Sytse Buwalda, Nico van der Meel, Bas Ramselaar. Brilliant Classics, 1999.
- Bach Cantatas Vol. 23: Arnstadt/Echternach. John Eliot Gardiner, Monteverdi Choir, English Baroque Soloists, Katharine Fuge, William Towers, Norbert Meyn, Stephen Varcoe. Soli Deo Gloria, 2000.
- J. S. Bach: Complete Cantatas Vol. 15. Ton Koopman, Amsterdam Baroque Orchestra & Choir, Deborah York, Bogna Bartosz, Jörg Dürmüller, Klaus Mertens. Antoine Marchand, 2001.
- J. S. Bach: Cantatas, Vol. 39. Masaaki Suzuki, Bach Collegium Japan, Carolyn Sampson, Robin Blaze, Gerd Türk, Peter Kooij. BIS, 2007.
- J.S. Bach: Cantatas for the Complete Liturgical Year, Vol. 11. Sigiswald Kuijken, La Petite Bande, Gerlinde Sämann, Petra Noskaiová, Christoph Genz, Jan van der Crabben. Accent, 2008.

DVD
- Johann Sebastian Bach: Ich bin ein guter Hirt. Kantate BWV 85. Rudolf Lutz, Orchester der J. S. Bach-Stiftung, Gerlinde Sämann (Sopran), Terry Wey (Alt), Georg Poplutz (Tenor), Markus Volpert (Bass). Samt Einführungsworkshop sowie Reflexion von Peter Wollny. Gallus Media, 2017.[7]